# Apostrofe al cuore
L'Apostrofe al cuore è un frammento di Archiloco.

## Testo
ἄνα δέ, δυσμενέων δ᾽ ἀλέξευ προσβαλὼν ἐναντίον

στέρνον, ἐν δοκοῖσιν ἐχθρῶν πλησίον κατασταθείς

ἀσφαλέως· καὶ μήτε νικῶν ἀμφαδὴν ἀγάλλεο

μηδὲ νικηθεὶς ἐν οἴκωι καταπεσὼν ὀδύρεο.

ἀλλὰ χαρτοῖσίν τε χαῖρε καὶ κακοῖσιν ἀσχάλα

μὴ λίην· γίνωσκε δ᾽ οἷος ῥυσμὸς ἀνθρώπους ἔχει.»

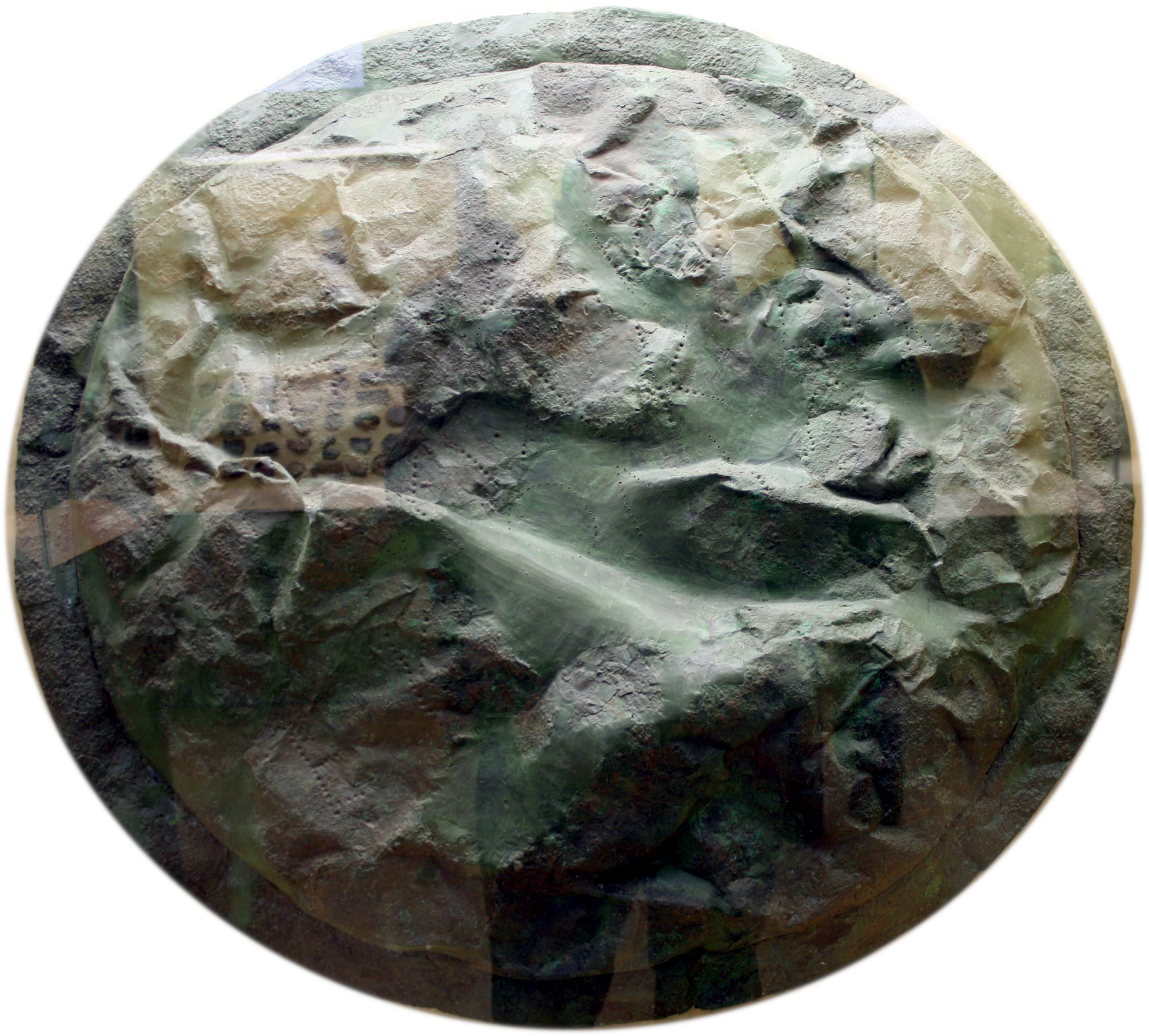
Scudo di un oplita spartano (425 a.C.) - Museo dell'antica agorà ad Atene.

rialzati, resisti contro chi ti tratta male, opponi

il petto, piazzato accanto alle tane dei nemici

con tenaciaː e, se vinci, non ti rallegrare assai,

o, se perdi, non crollare, messoti a lutto in casa,

ma rallegrati per i beni e per i mali soffri

non troppoː ammetti come questo ritmo è della vita.»
(Trad. A. D'Andria)

## Analisi
Il frammento, in tetrametri trocaici catalettici, riprende materiale omerico, dalla celebre apostrofe (Τέτλαθι δή, κραδίη· καὶ κύντερον ἄλλο ποτ' ἔτλης) con cui Odisseo si controlla davanti alle offese dei Proci, in attesa della vendetta. Tuttavia, come nei lirici successivi, lo spunto omerico è piegato alla situazione personale e al riconoscimento di una legge che regola la vita umana: a ognuno toccano gioie e dolori e bisogna saper affrontare entrambe le situazioni. Inoltre, notevole l'uso di metafore belliche in un poeta soldato.